# 파이크 (프로그래밍 언어)

파이크(Pike)는 해석형 범용, 고급, 크로스 플랫폼, 동적 프로그래밍 언어로서 C와 비슷한 문법 체계를 가지고 있다. 다른 수많은 동적 언어와 달리 파이크는 정적/동적 타이핑이며 명시적인 자료형 정의를 요구한다. 동적 타이핑 언어의 유연한 코드, 빠른 개발을 허용하는 유연한 자료형 체계가 그 특징이지만 정적 타이핑 언어의 장점들 중 일부를 제공하기도 한다.
파이크는 쓰레기 수집, 고급 자료형, 제1 클래스 익명 함수, 수많은 프로그래밍 패러다임의 지원(객체 지향, 함수형, 명령형 프로그래밍)을 제공한다. 파이크는 자유 소프트웨어로서 GPL, LGPL, MPL 라이선스로 배포된다.

## 역사
파이크는 MUD용으로 개발된 언어였던 LPC에 그 뿌리를 두고 있다. 스웨덴의 린셰핑 Lysator의 프로그래머들, 그 중 특히 Fredrik Hübinette와 Per Hedbor는 MUD 드라이버의 나머지 부분으로부터 언어와 가상 머신을 분리하였고 LPC4로 불리는 다양한 응용 프로그램의 빠른 프로토타이핑 언어로서 이를 사용하였다.

## 문법 강조

### Hello World
```
int
 
main
()
 
{

    
write
(
"Hello world!
\n
"
);

    
return
 
0
;

}

```